# 1935 na arte

## Eventos
- 18 de novembro - Inauguração do Monumento da Liberdade de Riga em Riga, projectado por Kārlis Zāle.

## Nascimentos
| Data            | Nome                            | Profissão                                                | Nacionalidade | Observações | Ref |
| --------------- | ------------------------------- | -------------------------------------------------------- | ------------- | ----------- | --- |
| 22 de janeiro   | António Pimentel                | pintor e ilustrador                                      | Portugal      | m. 1998     |     |
| 16 de fevereiro | Eduardo Gageiro                 | fotógrafo                                                | Portugal      |             |     |
| 18 de abril     | Márcia Haydée                   | bailarina e coreógrafa                                   | Brasil        |             |     |
| 18 de setembro  | Ernesto Sérgio da Silva Quissak | pintor, escultor, desenhista, poeta, escritor e filósofo | Brasil        | m. 2001     |     |
| 27 de outubro   | Mauricio de Sousa               | desenhista                                               | Brasil        |             |     |
| 7 de dezembro   | Joaquim Bravo                   | pintor                                                   | Portugal      | m. 1990     |     |
| ??              | Paula Rego                      | pintora                                                  | Portugal      |             |     |
| ??              | Maria Bonomi                    | pintora                                                  | Itália        |             |     |
| ??              | Bryan Organ                     | pintor                                                   | Reino Unido   |             |     |
| ??              | René Bértholo                   | pintor                                                   | Portugal      | m. 2005     |     |
| ??              | Armando Alves                   | pintor que fez parte do grupo Os Quatro Vintes           | Portugal      |             |     |
| ??              | Gonçalo Duarte                  | pintor                                                   | Portugal      | m. 1986     |     |
| ??              | Henrique Ruivo                  | artista plástico                                         | Portugal      |             |     |

## Mortes
| Data           | Nome               | Profissão                                           | Nacionalidade                              | Observações | Ref |
| -------------- | ------------------ | --------------------------------------------------- | ------------------------------------------ | ----------- | --- |
| 8 de fevereiro | Max Liebermann     | pintor, gravurista e litógrafo                      | Confederação Germânica                     | n. 1847     |     |
| 15 de abril    | Anna Ancher        | pintora                                             | Dinamarca                                  | n. 1859     |     |
| 15 de maio     | Kazimir Malevich   | pintor                                              | Império Russo                              | n. 1878     |     |
| 12 de junho    | Belmiro de Almeida | pintor, desenhista, escultor e caricaturista        | Brasil                                     | n. 1858     |     |
| 5 de agosto    | Roque Gameiro      | pintor                                              | Reino Unido de Portugal, Brasil e Algarves | n. 1864     |     |
| 9 de agosto    | Alfredo Andersen   | pintor, escultor, decorador, cenógrafo e desenhista | Reino da Suécia e Noruega                  | n. 1860     |     |
| 15 de agosto   | Paul Signac        | pintor                                              | França                                     | n. 1863     |     |
| 4 de outubro   | Jean Béraud        | pintor                                              | França                                     | n. 1849     |     |
| ??             | Teodoro Braga      | pintor, educador, historiador, geógrafo e advogado  | Brasil                                     | n. 1872     |     |